# Pont-Audemer (Pont-Audemer)
Pont-Audemer ist eine Stadt und eine ehemalige französische Gemeinde mit 8249 Einwohnern (Stand: 1. Januar 2019) im Département Eure in der Region Normandie. Sie gehörte zum Arrondissement Bernay und zum Kanton Pont-Audemer.
Mit Wirkung vom 1. Januar 2018 wurden die früheren Gemeinden Pont-Audemer und Saint-Germain-Village zur namensgleichen Commune nouvelle Pont-Audemer zusammengeschlossen und haben dort den Status einer Commune déléguée. Der Verwaltungssitz befindet sich im Ort Pont-Audemer.

## Lage
Nachbarorte sind Saint-Mards-de-Blacarville und Manneville-sur-Risle im Norden, Corneville-sur-Risle im Osten, Campigny und Saint-Germain-Village im Süden und Toutainville im Westen.

## Geschichte

### Mittelalter
Ordericus Vitalis (1075–1142) beschreibt in seiner Historia Ecclesiastica die Belagerung von Pont-Audemer von November bis Dezember 1123. Symeon von Durham (1060–1130) beschreibt die Belagerung sehr detailliert. Heinrich I. von England (1068–1135) griff die Stadt an, plünderte und brandschatzte. Während die Burg belagert wurde, plünderten Heinrichs Truppen die Ortschaften im Umkreis von über 30 Kilometern. Die Burg wurde von 140 Rittern verteidigt, die vom Großmundschenk von Frankreich Louis de Senlis angeführt wurden. Das Wetter wurde schlechter und Heinrich I. ließ Belagerungsmaschinen bauen, um die Eroberung der Burg zu beschleunigen. Nach sieben Wochen gaben die Belagerten auf und verhandelten. Sie durften die Burg verlassen. Heinrich I. stationierte daraufhin eine Garnison in Pont-Audemer und zog weiter. Die Rebellen unter Galéran IV. de Meulan (1104–1166) und Amaury III. de Montfort († 1137) griffen Pont-Audemer an und brannten die Häuser nieder, die die Bevölkerung gerade wieder aufgebaut hatte. Im März 1124 wurde dieser Bürgerkrieg durch die Schlacht bei Bourgtheroulde beendet.

### Neuzeit
Nachdem in Rouen 1557 und in Évreux 1559 eine offizielle reformierte Kirche eingerichtet worden war, folgte Pont-Audemer diesem Beispiel. Die protestantische Kirche in Pont-Audemer bestand bis zur Aufhebung des Edikts von Nantes mit dem Edikt von Fontainebleau im Jahr 1685. Während der Hugenottenkriege (1562 bis 1598) fiel Pont-Audemer im Mai 1562 in die Hände der Protestanten und wurde schon am 16. Juli von der königlichen Armee zurückerobert. Am 23. Februar 1589 übernahm die katholische Heilige Liga den Ort, der im Juni 1589 von der königlichen Armee zurückerobert wurde. Im November 1589 wurde Pont-Audemer von Charles I. d’Aumale, einem Mitglied der Heiligen Liga, belagert und eingenommen, schon im Dezember fiel es wieder an die Truppen des Königs. 1590 schrieb der König Heinrich IV. von Frankreich, dass Pont-Audemer im Verlaufe der Religionskriege schon sechsmal belagert worden wäre. 1592 fiel Pont-Audemer dann auch wieder an die Liga, bis es am 19. April 1594 den königlichen Truppen übergeben wurde.
Im Zweiten Weltkrieg (1939–1945) wurde Pont-Audemer am 14. Juni und am 9., 14., 16. und 18. Juli 1944 während der Operation Overlord durch die Alliierte Luftwaffe bombardiert. Weitere Bombardements erfolgten am 13. 16. und 17. August. Am 16. waren besonders die Straßen Rue Notre Dame du Pré, Rue Sadi Carnot und Boulevard Pasteur betroffen. Am 17. August fielen die Bomben auf das gleiche Stadtviertel, dabei kamen 24 Personen um. Am 26. August kamen Truppen des britischen I Corps und belgische Einheiten von Südwesten her auf der Autoroute A13 nach Pont-Audemer. Sie trafen nur auf geringen Widerstand. Die meisten Soldaten der Wehrmacht hatten sich zurückgezogen. Vor ihrem Rückzug sprengten die Deutschen die Brücken. Die Befreiung der orografisch linken Seite der Risle zog sich bis zum 28. August hin. Über 60 Einwohner wurden im Zweiten Weltkrieg durch Kampfhandlungen in der Stadt getötet. Etwa ein Viertel der Wohnhäuser war beschädigt und unbewohnbar, drei Fabriken wurden zerstört.

### Bevölkerungsentwicklung
| Jahr      | 1962 | 1968 | 1975 | 1982 | 1990 | 1999 | 2008 | 2017 |
| --------- | ---- | ---- | ---- | ---- | ---- | ---- | ---- | ---- |
| Einwohner | 8663 | 8969 | 9586 | 9750 | 8975 | 8981 | 8675 | 8552 |

## Kultur und Sehenswürdigkeiten

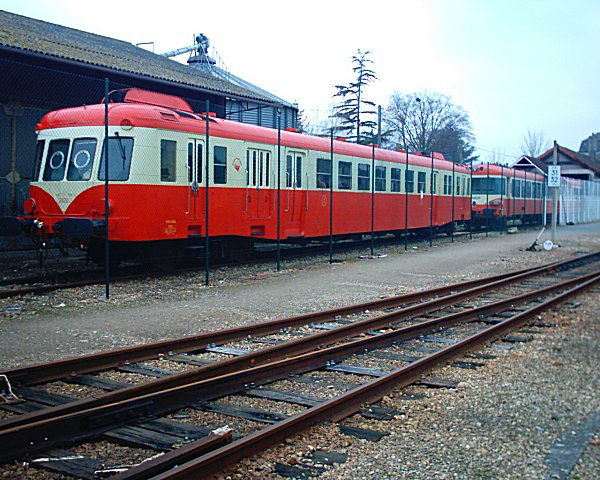
Der Touristenzug Pontaurail

Pont-Audemer ist mit vier Blumen im Conseil national des villes et villages fleuris (Nationalrat der beblümten Städte und Dörfer) vertreten. Die „Blumen“ werden im Zuge eines regionalen Wettbewerbs verliehen, wobei maximal drei Blumen erreicht werden können. Die regionale Jury entscheidet, welche Gemeinden sich um die vierte Blume bewerben dürfen, die von der nationalen Jury verliehen wird.
In der Innenstadt stehen viele Fachwerkhäuser, manche davon dienten früher den Gerbern zum Trocknen von Leder. Jahrzehntelang galt Pont-Audemer als „Hauptstadt des Leders“. Die gewundenen, engen Gassen sind häufig überdacht und kleine Brücken führen über malerische Kanäle. Deshalb wird Pont-Audemer auch das „normannische Venedig“ genannt. Die Innenstadt ist offiziell als Site Inscrit („Kulturdenkmal“) klassifiziert.
Die katholische Kirche St-Ouen besitzt Bleiglasfenster aus dem 15. und 16. Jahrhundert.

## Persönlichkeiten

### Söhne und Töchter der Stadt
- Guillaume Tirel (1312–1395), Chefkoch König Karls V. von Frankreich
- Guillaume Costeley (1531–1606), Organist und Komponist
- Odile Pierre (1932–2020), Organistin
- Hervé Morin (* 1961), Politiker (UDF)
- Laetitia Casta (* 1978), Fotomodell
- Alexis Vastine (1986–2015), Boxer

### Persönlichkeiten, die vor Ort gewirkt haben
- Gaston Lenôtre (1920–2009), Konditor, Chocolatier, Confiseur, Unternehmer und Autor mehrerer Back- und Kochbücher. Er verbrachte einen Teil seiner Ausbildungszeit in Pont-Audemer und eröffnete hier sein erstes Geschäft.